# إحسان الجابري
إحسان الله بن عبد القادر لطفي الجابري، (1879 - 8 مارس 1980) هو سياسي سوري.

## حياته
ولد في مدينة حلب عام 1879، في أسرة ذات دين وعلم وجاه. ووالده شغل منصب مفتي حلب وهو السيد الحاج عبد القادر لطفي الجابري بن العلامة السيد مراد بن السيد عبد القادر الأول (مفتي حلب ونقيب أشرافها) بن السيد مصطفى (مفتي حلب ونقيب أشرافها) بن الشيخ أحمد الشهير بالجابري بن السيد موسى بن السيد أبو بكر باكير ( نقيب أشراف حلب).
تلقى إحسان الله دراسته الأولى في مدينة حلب، ثم انتقل إلى إسطنبول فدرس العلوم الإدارية والسياسية وعمل مع الشباب العرب فيها وسجن مراراً، وتخرج من كلية الحقوق حاملاً شهادة الدكتوراه برتبة (علي الأعلى). اتصل بالهيئات السياسية والجمعيات الوطنية العربية التي تنادي باستقلال البلاد العربية، فأدخل السجن ثانية عام 1902 وقضى فيه ستة أشهر بتهمة تلقيه رسائل من عبد الرحمن الكواكبي. مارس المحاماة في إسطنبول من عام 1902 حتى عام 1904، ونال في هذه الأثناء جائزة الشعر باللغة التركية.

## مسيرته
دخل إحسان الله بواسطة صهره الكوراني ناظر الداخلية سلك الوظيفة في الدولة العثمانية، حيث عُين ترجماناً لوزارة الضابطة ثم كاتباً أولاً، وترقى في الوظيفة إلى أن أصبح رئيس ومفتش تنسيقات وتنظيمات الشرطة العامة، ثم أمين سر السلطان محمد الخامس فمحمد السادس. وفي عام 1913 حضر مؤتمر باريس الذي وضع قرارات هامة تضمنت مطالب وحقوق العرب في ظل الإمبراطورية العثمانية.
جمع من وظيفته ثروة مكنته بعد سقوط الدولة العثمانية من العمل طليقاً في السياسة يجوب بلداناً أوروبة وعربية. عاد إلى سورية بدعوة الملك فيصل حيث عُين رئيساً لبلدية حلب سنة 1919، ثم اختير عضواً في مجلس الشورى، فاشترك في إعلان استقلال سورية بصفته كبير الأمناء ورئيس ديوان الملك فيصل.
حضر الجابري معركة ميسلون عام 1920 فخرج مع الملك فيصل من سورية، وحكم عليه الفرنسيون بالإعدام وحجزوا أملاكه، فأقام في أوروبا يعمل لاستقلال بلاده. دعاه الجنرال غورو بكتاب رسمي مؤرخ (20/11/1920) للمفاوضة معه، لكن لم يتم الوصول إلى اتفاق، فاضطر لمغادرة باريس إلى جنيف حيث انتخب عضواً دائماً في المؤتمر (السوري ـ الفلسطيني) للدفاع عن القضية، وقد اشترك في هذا المؤتمر حزب الاستقلال والوفد الفلسطيني وممثلون لأمريكا الشمالية والجنوبية من العرب في المهاجر الأمريكية، وتألف المؤتمر من (إحسان الجابري، وشكيب أرسلان، وسليمان كنعان وبعد وفاته انتدب رياض الصلح). وبقي الوفد يعمل بكل ما أوتي من قوة حتى كانون الأول عام 1923 أي بعد أن حضر مؤتمر لوزان.
سافر إحسان الله عام 1923 بدعوة من الشريف حسين إلى عمّان حيث حضر المؤتمر العربي فيها، وتمكن من دخول سورية وهناك أسس جمعية حقوق الإنسان فأقبل الألوف من الشبان في المدن السورية على الانخراط في عضويتها، ومنها انبثق حزب الشعب وبعده الكتلة الوطنية. وعلى أثر هذا النشاط حاولت السلطة الفرنسية إلقاء القبض عليه إلا أنه تمكن من الهرب إلى تركيا، فحكمته السلطة الفرنسية للمرة الثانية بالإعدام، وغادر تركيا إلى سويسرا ومكث هناك حتى عام 1926، حيث دعي إلى باريس مع لطف الله وشكيب أرسلان لعقد معاهدة، وفعلاً تم الاتفاق ووقع بالأحرف الأولى، ولكن مجيء بوانكاريه إلى الحكم سبب تأخير الأمر، فعاد إلى سويسرا وأصدر في جنيف مع الأمير شكيب أرسلان مجلة باللغة الفرنسية بعنوان (الشعب العربي) للدفاع عن حقوق العرب والدفاع عن سورية.
بعد عقد معاهدة 1936 بين الحكومة السورية وفرنسا، وصدور العفو العام عاد إحسان الله إلى سورية، وبعد شهرين أجبرته الحكومة على قبول محافظة اللاذقية، وبقي هناك ما يقرب السنتين بمصارعة الانتداب الفرنسي، وفي نهاية العهد الوطني اعتقل وحددت إقامته في عينطورة في لبنان مدة أربع سنوات.
ثم عاد إلى حلب، وبعد وفاة أخيه سعد الله الجابري، انتخب نائباً عن حلب وترأس قائمة الوطنيين، كما أنتخب رئيساً للجنة الشؤون الخارجية فبقي فيها طيلة نيابته، وأعيد انتخابه عام 1954، وترأس التجمع القومي إلى أن تمت الوحدة بين مصر وسورية فترأس اتحاد الدول العربية.
وبعد اعتزاله السياسة أقام في القاهرة حيث توفاه الله ونقل جثمانه بالطائرة إلى عمّان في 11 آذار 1980، ومنها جواً إلى حلب حيث دفن هناك.
وُهب إحسان الله ذاكرة فذة، وكان يكتب مذكراته يوماً بيوم، وبلغ من أهميتها أنه عرض عليه مبلغ ستين ألف دولار في عام 1935 فرفض. لكن هذه المذكرات تلفت في منزله بالقاهرة أثناء غيابه في حلب وتحت ضغط أصدقائه حاول كتابتها من جديد بمساعدة أحد أفراد الأسرة وهو الدكتور مازن بن فيصل الجابري الذي كان يدرس الطب في القاهرة وقتها، فوصل فيها حتى عام 1927، ومرة أخرى سُرقت منه وهو قادم بالباخرة من بيروت إلى الإسكندرية. 
له ابنة واحدة متزوجة من رئيس الوزراءالأردني الأسبق وصفي التل.
أثنى عليه شيخ مشايخ حلب العارف بالله الشيخ محمد أحمد النبهان ووصفه بالرجل المؤمن وأنه وقاف مع الحق حتى ولو كان الحق عليه .

## من مؤلفاته
- موقع اقتدار.
- الاشتراكية المثلى.